# Nemuritorul II: Momentul întâlnirii
Nemuritorul II: Momentul întâlnirii (titlu original: Highlander II: The Quickening) este un film american din 1991 regizat de Russell Mulcahy după un scenariu de Peter Bellwood bazat pe o poveste de Brian Clemens și William N. Panzer și personaje de Gregory Widen. Rolurile principale au fost interpretate de actorii Christopher Lambert, Sean Connery, Michael Ironside și Virginia Madsen.

## Distribuție
- Christopher Lambert - Connor MacLeod
- Sean Connery - Juan Sánchez-Villalobos Ramírez
- Virginia Madsen - Louise Marcus
- Michael Ironside - General Katana
- Allan Rich - Allan Neyman
- John C. McGinley - David Blake
- Philipp Brock - Cabbie
- Rusty Schwimmer - Drunk
- Ed Trucco - Jimmy
- Steven Grives - Hamlet
- Jimmy Murray - Horatio
- Pete Antico - Corda
- Peter Bucossi - Reno